# Behailu Assefa
Behailu Assefa, né le 30 décembre 1989, est un footballeur international éthiopien.

## Carrière
Assefa commence à jouer pour l'équipe professionnel du Dedebit FC . Il participe à la Coupe de la confédération 2011 avec le club éthiopien.

## Palmarès
- Vice-champion d'Éthiopie 2011-2012 avec le Dedebit FC.